# Aphonic Threnody
Aphonic Threnody ist eine 2012 in London gegründete Funeral-Doom-Band.

## Geschichte
Aufgrund der Vielzahl der beteiligten Musiker an dem multinationalen Bandprojekt um den Gitarristen Riccardo Veronese wird Aphonic Threnody häufig als eine Supergroup des Genres gewertet. Um Veronese entstand über die Jahre ein Ensemble wechselnder Musiker, die sich in die Veröffentlichungen einbrachten. Über die Dauer der Aktivität brachten sich diverse bekannte Musiker als Gäste oder als Bandmitglieder in die Veröffentlichungen und Auftritte von Aphonic Threnody ein. Die von Veronese und seinen variierenden Mit-Musikern präsentierte Musik wurde von der Presse der Metal-Szene, im Besonderen in Form von Webzines, international überwiegend lobend wahrgenommen.

### Besetzung
So ist Aphonic Threnody ein 2012 in London gegründetes multinationales Bandprojekt, das sich als Extreme-Doom-Kollektiv präsentiert. Die Band wurde von dem Gitarristen und Bassisten Veronese von Gallow God und dem Sänger Roberto Mura von URNA initiiert. Für die Debüt-EP First Funeral wurden Kostas Panagiotou von Pantheist und Wijlen Wij als Keyboarder, Ábel Libisch von Leecher als Cellist sowie Marco Z von URNA als Schlagzeuger Teil der Band. Im Jahr 2014 traten Zack Cignetti von Tomorrowwillbeworse als Gitarrist und Juan Escobar von Mar de Grises, AstorVoltaires und Arrant Saudade als Multiinstrumentalist der Band bei, im Gegenzug verließ Panagiotou das Kollektiv. Juan Escobar war nachfolgend 2021 nicht mehr Teil der Band. Im Jahr 2019 traten Justin Buller von In Oblivion und „Val Atra Niteris“ von Frowning der Band für die Arbeit an dem Album The Great Hatred bei, während Mura, Libisch, Cignetti und Marco Z das Projekt in den vorausgegangenen Jahren verlassen hatten. Anstelle Juan Escobars trat Daniel Neagoe von Clouds, Eye of Solitude, Mourners und God Eat God der Band für Arbeiten an The All Consuming Void bei. Zeitweise wurde die Gruppe zu Auftritten durch Ilia Rodriguez von Binah sowie Jeff Simon von Indian Summer unterstützt. Zu den Aufnahmen des Albums The Lonliest Walk kehrten Mura und Panagiotou zurück. Neagoe hingegen gehörte nicht mehr zur Besetzung. Neu hinzu kamen der australische Musiker J.S. Decline von Estrangement und der Cellist Moha.

### Gäste
Für das erste Album When Death Comes, das im Sommer 2013 aufgenommen und 2014 veröffentlicht wurde, agierte die Band mit Greg Chandler von Esoteric, Josh Moran von Vacant Eyes und David ‚Unsaved‘ von Ennui als Gäste. Die Arbeit mit bekannten Musikern des Funeral-Dooms als Gäste setzte die Band in den folgenden Jahren fort. So brachten sich Jarno Salomaa von Shape of Despair für die Split-EP Of Graves, of Worms, and Epitaphs als Gitarrist ein. In die Aufnahmen des 2017 veröffentlichten Albums Of Loss and Grief brachten sich Dominik Morgenroth von Worship, Justin Hartwig von Mournful Congregation, Frederic-Patte Brausser von Funeralium, Sophie Day von Alunah, Josh Moran von Vacant Eyes und Sami Rautio von My Shameful ein.

### Veröffentlichung und Rezeption
Aphonic Threnody debütierte 2013 mit der international gelobten und über Avantgarde Music erschienenen EP First Funeral. Im Jahr 2014 erschienen über GS Productions die Split-EPs Immortal in Death mit Ennui und Of Graves, of Worms, and Epitaphs mit Frowning, sowie Of Poison and Grief mit The Blessed Hellbrigade, Y’ha-Nthlei und In Lacrimaes et Dolor. Die Split-Veröffentlichungen wurden kaum beachtet, allerdings in den wenigen existierenden Rezensionen äußerst positiv bewertet. Hingegen wurde das über Doomentia Records veröffentlichte, im selben Jahr erschienene erste Studioalbum When Death Comes international breit besprochen und zumeist positiv angenommen. In eher mittelmäßigen Kritiken wurde von Rezensenten eine wahrgenommene Monotonie der Musik bemängelt. Das zweite Studioalbum Of Loss and Grief wurde 2017 über Terror From Hell Records veröffentlicht und ebenfalls international positiv aufgenommen. Zur Mitte des Jahres 2019 hin gab die Band Arbeiten an ihrem dritten Studioalbum bekannt. Dies erschien im Herbst 2020 über das indische Label Transcending Obscurity Records. Das vierte Album The All Consuming Void erschien, entgegen den Zeiträumen zwischen vorherigen Veröffentlichungen, bereits 2021 ohne verlegendes Label. Die Rezeption des Albums fiel durchschnittlich bis besonders positiv aus. Mit The Lonliest Walk folgte bereits 2022 ein Doppelalbum, das erneut im Selbstverlag veröffentlicht wurde. Auch The Lonliest Walk erfuhr international hohes Lob.

## Stil
Die Musik von Aphonic Threnody wird dem Funeral Doom zugeordnet. Für die Website Doom-Metal.com wird die von der Gruppe präsentierte Spielform als „episch“ und „komplex“ sowie als „unheimliche“ Variante des Genres beschrieben. Als Vergleich wird auf eine Mischung aus einem „unerwarteten und niederschmetternden“ Anteil, der an Esoteric erinnere, und den Klanglandschaften von Until Death Overtakes Me verwiesen. Ähnlich verweisen weitere Rezensenten auf eine Dynamik zwischen „halblauten Melodien und Riffbergen“. Das Gitarrenspiel wird zwischen den benannten Riffs, Akustikpassagen und melodischen Leads variiert. Cello und Piano ergänzen hinzukommend das Klangbild um Instrumente jenseits der „klassischen Metal-Instrumentierung“. Der Gesang wird überwiegend als heiseres Growling dargeboten, allerdings auch kontrastierend als Klargesang präsentiert.

## Diskografie
- 2013: First Funeral (EP, Avantgarde Music)
- 2014: Immortal in Death (Split-EP mit Ennui, GS Productions)
- 2014: Of Graves, of Worms, and Epitaphs (Split-EP mit Frowning, GS Productions)
- 2014: When Death Comes (Album, Doomentia Records)
- 2014: Of Poison and Grief (Split-Album, GS Productions)
- 2017: Of Loss and Grief (Album, Terror From Hell Records)
- 2020: The Great Hatred (Album, Transcending Obscurity Records)
- 2021: The All Consuming Void (Album, Selbstverlag)
- 2022: The Loneliest Walk (Album, Selbstverlag)
- 2025: A Silence too Old (Album, Selbstverlag)